# Hjärtkrassing
Hjärtkrassing (Lepidium cordatum) är en korsblommig växtart som beskrevs av Carl Ludwig von Willdenow och Dc. Enligt Catalogue of Life ingår Hjärtkrassing i släktet krassingar och familjen korsblommiga växter, men enligt Dyntaxa är tillhörigheten istället släktet krassingar och familjen korsblommiga växter. Arten har ej påträffats i Sverige. Inga underarter finns listade i Catalogue of Life.